# Rich Corpolongo
Richard „Rich“ Corpolongo (* 20. September 1941) ist ein US-amerikanischer Jazzmusiker (Saxophone, Klarinette, Flöten, auch Elektronik, Arrangement), der sich in den Genres Postbop und Avantgarde Jazz betätigt.

## Leben und Wirken
Corpolongo besuchte die St. Mel High School und studierte an der DePaul University und der Roosevelt University, wo er den Bachelor und Master in Komposition erwarb. Er begann seine Karriere in den 1960er-Jahren in Chicago; erste Aufnahmen entstanden 1969, als er Mitglied der Bigband von Kent Schneider war (Celebration for Modern Man). Im folgenden Jahrzehnt spielte er u. a. mit Eddie Harris, Herbie Hancock, Gary Burton, Oliver Nelson und in der Les Hooper Big Band. 1980 nahm er sein Debütalbum Spontaneous Composition auf, an dem Doug Lofstrom und Paul Wertico mitwirkten. In den folgenden Jahren arbeitete er in der Jazzszene von Chicago u. a. mit Marshall Vente, Guy Fricano, Barrett Deems, Doug Blake, John Moulder und Eldee Young. Im Bereich des Jazz war er zwischen 1969 und 2009 an 18 Aufnahmesessions beteiligt.

## Diskographische Hinweise
- Sonic Blast (Coda, 1984)
- Just Found Joy (Delmark, 1995), mit Larry Luchowski, Jeff Czech, Eric Hochberg, Mike Rayner, Paul Wertico
- Smiles (Delmark, 1997), mit Larry Luchowski, Eric Hochberg, Mike Raynor
- Get Happy (Delmark, 2009), mit Dan Shapera, Rusty Jones